# Let Me Go the Right Way
Let Me Go the Right Way è un singolo del gruppo femminile statunitense The Supremes, pubblicato nel 1962. Il brano è stato scritto e prodotto da Berry Gordy.

## Tracce
- 7"

1. Let Me Go the Right Way
2. Time Changes Things

## Formazione
- Diana Ross - voce, cori
- Florence Ballard - voce (intro), cori
- Mary Wilson - cori
- The Funk Brothers - gruppo